# Pierre Myrens
Pierre Myrens, né le 4 février 1861 à Montauban (Tarn-et-Garonne) et mort le 12 juillet 1940 à Tours (Indre-et-Loire), est un homme politique socialiste français. 

## Biographie

### Education et début de vie
Clerc de notaire à l'âge de 13 ans, il obtient par sa seule volonté une bourse du secondaire en 1877 qui lui permet de reprendre des études qu'il achève comme licencié ès sciences. Pendant ses années comme universitaire, il enseigne dans divers collèges du sud-ouest, avant d'être nommé en 1905 à Épernay (Marne), puis l'année suivante au collège d'Abbeville (Somme). 

### Le militant socialiste
Militant socialiste en Dordogne, adhérent au Parti ouvrier français (POF) en 1900, il participe aux congrès du POF, puis du Parti socialiste de France (PSdF) qui lui succède. Il participe aussi au Congrès socialiste international d'Amsterdam en 1904, et au Congrès du Globe qui, en 1905, fonde la Section française de l'Internationale ouvrière (SFIO).

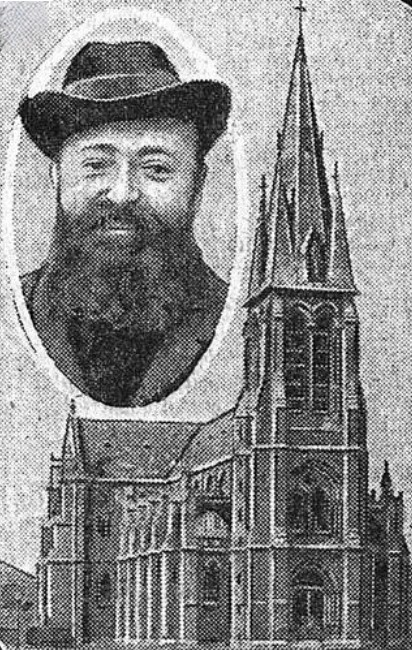
Pierre Myrens en 1914 (médaillon).

Au sein du parti socialiste, ses positions sur la question laïque lui valent des critiques très vives. Il est notamment l'objet d'attaques de la part de Jules Uhry, qui le soupçonne d'antisémitisme. C'est sans doute la violence de ces attaquent qui explique son départ de la Franc-Maçonnerie en 1909.
Plusieurs fois candidat malheureux à diverses élections dans la Somme, il déménage pour Boulogne-sur-Mer, tout en continuant à enseigner à Abbeville.
Conseiller municipal de Boulogne-sur-Mer, il est député du Pas-de-Calais en 1910. Peu soutenu par les socialistes locaux du fait de ses « ambiguïtés » sur la question laïque, il est difficilement réinvesti pour les élections de 1914, et n'est pas réélu.

### Après la guerre
Après 1920, il rejoint le Parti communiste français (PCF) et se présente, en 1924, comme candidat « socialiste-marxiste » dans les Hautes-Pyrénées. 

## Sources
- « Pierre Myrens », dans le Dictionnaire des parlementaires français (1889-1940), sous la direction de Jean Jolly, PUF, 1960 [détail de l’édition]
- Dictionnaire biographique du mouvement ouvrier français, notice de Justinien Raymond
- Ressource relative à la vie publique :   - Base Sycomore